# Čilec
Čilec je obec v okrese Nymburk ve Středočeském kraji. Leží asi šest kilometrů severozápadně od Nymburku. Žije zde 240 obyvatel.

## Historie
První písemná zmínka o Čilci pochází z roku 1398, kdy vesnice patřila Janovi z Čilce, který sídlil na zdejší tvrzi. Poslední zmínka o Janovi je z roku 1408 a v letech 1418 (1408) až 1440 vesnici vlastnil Náček z Čilce. Roku 1543 si bratři Jan, Jiří a Petr Bramburkové z Koklína nechali tvrz se dvorem zapsat do obnovených desek zemských. Jiří později zemřel a Jan s Petrem vesnici v roce 1558 prodali Jindřichovi z Donína. Vesnice byla připojena k benáteckému panství (část vsi k němu patřila už předtím), a nepotřebná tvrz v Čilci beze zbytku zanikla.
Ve vsi Čilec (367 obyvatel, sbor dobrovolných hasičů) byly v roce 1932 evidovány tyto živnosti a obchody: hostinec, kovář, 6 rolníků, řezník, obchod se smíšeným zbožím, 2 švadleny, trafika, velkostatek, zámečník.

## Obyvatelstvo
| Rok            | 1869 | 1880 | 1890 | 1900 | 1910 | 1921 | 1930 | 1950 | 1961 | 1970 | 1980 | 1991 | 2001 | 2011 | 2021 |
| -------------- | ---- | ---- | ---- | ---- | ---- | ---- | ---- | ---- | ---- | ---- | ---- | ---- | ---- | ---- | ---- |
| Počet obyvatel | 228  | 312  | 313  | 313  | 350  | 357  | 377  | 317  | 306  | 296  | 281  | 223  | 193  | 216  | 219  |
| Počet domů     | 32   | 37   | 40   | 44   | 60   | 58   | 79   | 94   | 92   | 90   | 83   | 99   | 102  | 103  | 109  |

## Obecní správa

### Územněsprávní začlenění
Dějiny územněsprávního začleňování zahrnují období od roku 1850 do současnosti. V chronologickém přehledu je uvedena územně administrativní příslušnost obce v roce, kdy ke změně došlo:
- 1850 země česká, kraj Jičín, politický i soudní okres Nymburk, obec Dvory[9]
- 1855 země česká, kraj Mladá Boleslav, soudní okres Nymburk, obec Dvory
- 1868 země česká, politický okres Poděbrady, soudní okres Nymburk, obec Dvory
- 1907 země česká, politický okres Poděbrady, soudní okres Nymburk[10]
- 1936 země česká, politický i soudní okres Nymburk[11]
- 1939 země česká, Oberlandrat Kolín, politický i soudní okres Nymburk[12]
- 1942 země česká, Oberlandrat Hradec Králové, politický i soudní okres Nymburk[13]
- 1945 země česká, správní i soudní okres Nymburk[14]
- 1949 Pražský kraj, okres Nymburk[15]
- 1960 Středočeský kraj, okres Nymburk
- k 1. lednu 1980 Středočeský kraj, okres Nymburk, obec Straky[10]
- k 1. lednu 1992 Středočeský kraj, okres Nymburk[10]
- 2003 Středočeský kraj, okres Nymburk, obec s rozšířenou působností Nymburk

### Obecní symboly
Znak a vlajka byly obci uděleny rozhodnutím předsedkyně Poslanecké sněmovny Parlamentu České republiky dne 9. listopadu 2010.

## Doprava
Dopravní síť
- Pozemní komunikace – Do obce vede silnice III. třídy. Ve vzdálenosti dva kilometry vede silnice II/332 Lysá nad Labem – Milovice – Krchleby, ve vzdálenosti tři kilometry silnice I/38 Kolín – Nymburk – Mladá Boleslav.
- Železnice – Železniční trať ani stanice na území obce nejsou.
- Autobusová doprava (2025) – Obcí projížděla autobusová linka 434 v trase Nymburk,hl.nádr. - Dvory - Čilec - Straky - Zbožíčko - Milovice, žel. st. - Jiřice - Benátky nad Jizerou, aut. st.

## Muzeum
Soukromé čilecké muzeum začalo vznikat roku 2020 v domě č.p. 38. První prohlídka pro veřejnost se uskutečnila 30. dubna 2022. Muzeum tvoří tři místnosti, obsahující mimo jiné zemědělské nářadí a historickou spotřební elektroniku, přičemž jedna místnost je věnována čileckému rodáku Bohušovi Zakopalovi.

## Osobnosti
- Bohuš Zakopal (1874–1936), herec